# Erebia melusina
Erebia melusina är en fjärilsart som beskrevs av Herrich-Schäffer 1844. Erebia melusina ingår i släktet Erebia och familjen praktfjärilar. Inga underarter finns listade i Catalogue of Life.